# Magiska skogen
Magiska Skogen är en fiktiv värld med musik och teater riktat för barn.  Magiska Skogen skrevs för Skogmans förskolor 2011 och gjordes som ett estetiskt arbetsredskap för barnen på förskolorna, som blev mycket lyckat.
Den första barnskivan "äventyr i Magiska Skogen" gavs ut 2014.
2017 gjorde Magiska Skogen barnmusikal för Barnradion. Även 2018 och 2019 gjordes säsonger med Magiska Skogen för Barnradion.
2017 kom också gängets andra barnskiva "Magiskt bra musik från Magiska Skogen" och 2018 skivan "Rädda världen". Sommaren 2019 kommer den fjärde skivan "Minnesmaskinen".  Samtliga skivor är inspelade på Dwarf records / Barnkulturstudion med Björn Börjeson som producent. 
Magiska skogen gänget består av: Hilma Humla (Ida Segersten), Nicke Nyckelpiga (Richard Klemmé), Pontus Panda (Björn Börjeson), Märta Mus och Troll-Ulla (Emma-Helena Berglund).All musik är egenskriven av: Ida Segersten, Richard Klemmé och Emma-Helena Berglund. Manusförfattare och regissör är Emma-Helena Berglund. Alla illustrationer är skapade av Gunilla Hagström/Form Nation.